# مكتب بنغلاديش للإحصاء

مكتب بنغلاديش للإحصاء

مكتب بنغلاديش للإحصاء هو المكتب الرسمي المركزي في بنغلاديش لجمع الإحصاءات عن التركيبة السكانية والاقتصاد والحقائق الأخرى حول البلاد ونشر المعلومات.

## التاريخ
على الرغم من وجود برامج إحصائية مستقلة في البلد من قبل، إلا أنها غالبًا ما كانت غير مكتملة أو أسفرت عن نتائج غير دقيقة، مما أدى بحكومة بنغلاديش إلى إنشاء مكتب رسمي في أغسطس 1974، من خلال دمج أربع من الوكالات الإحصائية الأكبر السابقة هي: مكتب الإحصاء ومكتب الإحصاءات الزراعية ولجنة التعداد الزراعي ولجنة التعداد السكاني.
في يوليو 1975 تم إنشاء قسم الإحصاء والمعلوماتية تحت إشراف وزارة التخطيط البنغلاديشية، وتم تكليفها بالإشراف على مكتب بنغلاديش للإحصاء. بين عامي 2002 و2012 بقي التقسيم ملغيًا ولكن أعيد لاحقًا.
يقع المقر الرئيسي لمكتب بنغلاديش للإحصاء في دكا. اعتبارًا من عام 2019 لدى المكتب 8 مكاتب إحصائية أقسامية و64 مكتبًا إحصائيًا للمقاطعات و489 مكتبًا في المناطق الإدارية في البلاد.